# Cristina Makoli
Cristina Makoli Biere foi uma política equatoguineense. Em 1968 ela foi uma das duas primeiras mulheres eleitas para a Assembleia Nacional.

## Biografia
Nas eleições parlamentares de 1968, Makoli foi candidata ao Movimento de Libertação Nacional e foi uma das duas mulheres eleitas para a Assembleia Nacional ao lado de Lorenza Matute. Depois de eleita, ela fez parte do Comité de Indústria e Minas.